# Filip Bondy
Filip Bondy, właściwie Jakob Koppel (ur. 26 lutego 1830 w Jinošicach, zm. 1907) – czeski rabin; wprowadzał język czeski (zamiast niemieckiego) do prowadzonych przez siebie nabożeństw i ceremonii.

## Życiorys
Ojciec Samuel zapewnił synowi dobre wykształcenie domowe. W roku 1844 Bondy rozpoczął naukę w praskim gimnazjum. Pod okiem Raphaela Schulhofa oraz Solomona J. Rapaporta (naczelnego rabina Pragi) studiował żydowską teologię i literaturę hebrajską. W 1852 roku został mu przyznany tytuł morenu (hebr. nasz nauczyciel), a pięć lat później doktora filozofii (ukończył studia na Uniwersytecie w Pradze) oraz rabina. Ten ostatni otrzymał od Aarona Kornfelda i Daniela Franka (rabina Brna), do jesziwy, których uczęszczał. Przez kilkanaście lat pełnił urząd rabina: w Českich Budějovicach (1857-1859), w Kasejovicach (1859-1868) oraz w Brandýsie nad Labem (1868-1876). Od roku 1884 był związany z towarzystwem Or Tamid (hebr. wieczne światło) działającym w Pradze. Zostało ono założone rok wcześniej z inicjatywy Spolek Českých Akademiků Židů (Spółka czesko-żydowskich akademików), a jej głównym zadaniem było promowanie języków czeskiego oraz hebrajskiego – zamiast niemieckiego – jako języków nabożeństw. W 1886 Bondy konsekrował dom modlitwy należący do Or Tamid. W latach 1884-1904 Bondy pracował także jako nauczyciel judaizmu we wszystkich praskich szkołach żydowskich. Miał wyjątkowy talent do nauki języków – znał ich w sumie dziewięć (czeski, niemiecki, hebrajski, aramejski, łacinę, grekę, angielski, włoski oraz francuski).

## Poglądy
Filip Bondy zyskał przydomek „czeskiego rabina”, a to ze względu na starania, którym poświęcił życie: odgermanizowanie publicznego (a ściślej, religijnego) życia czeskich wyznawców judaizmu. Bondy’emu zależało na tym, by żydowskie ceremonie stały się bardziej zrozumiałe dla Żydów pochodzących z małych miasteczek i wsi – używanie przez niego języka czeskiego oraz działalność na polu wydawniczym miały temu właśnie służyć.

## Dzieła
- Hlas Jakobův. Patero slavnostních řečí přednesených v měsíci Tišri 5647 v synagoze spolku Or Tomid v Praze (zbiór pięciu kazań, wydane 1886)

## Tłumaczenia
- Mojžíšovo učení pro školní mládež (czeskie tłumaczenie pierwszych piętnastu rozdziałów Księgi Rodzaju, wydane 1886)
- Počátky vyučovánínáboženství mojžíšského dle dra Grüna Nathana Grüna (wydane 1891)
- Učení Mojžíšovo. První kniha Mojžíšova (tłumaczenie całej Księgi Rodzaju, wydane 1902)